# Ewald von Demandowsky

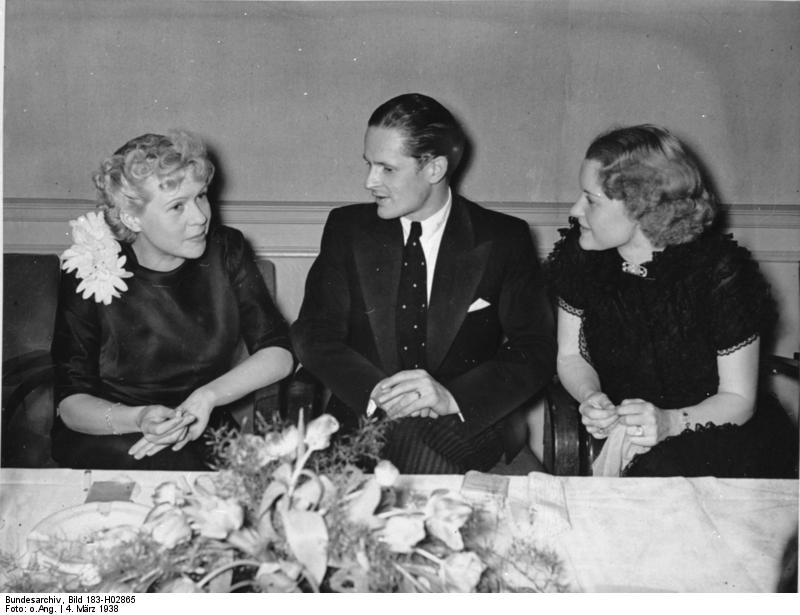
Photographié lors d'un dîner de la Chambre du film du Reich avec les actrices et, 1938

Ewald von Demandowsky, né le 21 octobre 1906 à Berlin et mort le 7 octobre 1946 dans la même ville, est un producteur de films allemand qui occupe le poste de Reichsfilmdramaturg sous le régime nazi. Il est chef de la production de la société des films sonores Tobis sous le Troisième Reich.

## Biographie
Demandowsky est né à Berlin. Il est le fils du dramaturge et écrivain Axel Delmar.
Ewald von Demandowsky est déjà membre du parti nazi en 1931 avant l'accession d'Hitler au pouvoir. Il est rédacteur politico-culturel du journal Völkischer Beobachter. 
En 1937, il est nommé Reichsfilmdramaturg subordonné au ministère de la Propagande. Il fait avorter des projets de tournage indésirables à la demande du ministre du Reich Joseph Goebbels. Deux ans plus tard, il prend la tête de société des films sonores Tobis alors la deuxième plus grande société de production cinématographique allemande après Universum Film AG. Il produit un certain nombre de films de propagande nazis notoires, dont (Ohm Krüger) Le Président Krüger et Ich klage an. Ewald von Demandowsky a une histoire d'amour avec l'étoile montante Hildegard Knef dans la dernière partie de la Seconde Guerre mondiale. 
Demandowsky est affecté à la milice Volkssturm à la fin de la guerre. Il fuit Berlin, se rend en Pologne et est transféré dans un camp de prisonniers de guerre par les forces armées polonaises, mais est libéré peu de temps après pour retourner à Berlin. En 1946, il est de nouveau arrêté par la police militaire américaine et remis à l'administration militaire soviétique. Demandowsky est jugé pour propagande de guerre fasciste et condamné à mort par un tribunal militaire soviétique et fusillé le 7 octobre 1946 à Berlin-Lichtenberg.

## Réhabilitation
En 1991, pendant la période de la Perestroïka, Demandowsky est réhabilité par le procureur de la fédération de Russie (procureur militaire principal) conformément à l'article 3 de la loi de la fédération de Russie sur la réhabilitation des victimes de représailles politiques du 18 octobre 1991.